# Australian Aviation
Australian Aviation (с англ. — «Австралийская авиация») — печатное и онлайновое авиационное издание, которое с 2020 года принадлежит Momentum Media Архивная копия от 25 сентября 2021 на Wayback Machine. Основанный в 1977 году, на протяжении почти 30 лет выпускался печатно.

## История
Журнал Australian Aviation основан Джимом Торном в 1977 году, получив название Australian Aviation & Defense Review. Журнал выходил ежеквартально в 1979, а в 1990 стал ежемесячным, и до 2019 издавался регулярно. Джерард Фроули (Gerard Frawley) сменил Джима Торна на посту главного редактора журнала в марте 2005 после того, как Phantom Media Pty Ltd приобрела Australian Aviation. В 2018 издание было приобретено Aviator Media, и под редакционным руководством Стива Гиббонса (Steve Gibbons). Впоследствии Australian Aviation был куплен Momentum Media в 2020. Нынешний редактор — Филип Таррант (Phillip Tarrant).

## Текущие публикации
Журнал Australian Aviation доступен как в Интернете, так и в печатном виде. В 2020 распространение печатных материалов было сокращено с двух месяцев до четырёх раз в год и охватывает широкий спектр областей, связанных с авиацией, от гражданской авиации до обороны, безопасности, авиакомпаний, аэропортов, а также авиации общего назначения и авиационной проверки.